# Schmidts Einsicht
Schmidts Einsicht (englischer Originaltitel: Schmidt Steps Back) ist ein Roman des amerikanischen Schriftstellers Louis Begley. Er erschien im Jahr 2012 beim New Yorker Verlag Alfred A. Knopf. Bereits 2011 veröffentlichte der Suhrkamp Verlag die deutsche Übersetzung von Christa Krüger. Der Roman führt die Geschichte des pensionierten Rechtsanwalts Albert Schmidt aus Schmidt (Originaltitel: About Schmidt, 1996) und Schmidts Bewährung (Originaltitel: Schmidt Delivered, 2000) fort.

## Inhalt
Am Neujahrsmorgen 2009 ist Albert Schmidt 78 Jahre alt und blickt auf die Erlebnisse der letzten Jahre zurück. 13 Jahre zuvor führt ihn die Tätigkeit für die Stiftung des Multimilliardärs Michael Mansour nach Paris, wo er sich mit seiner Tochter Charlotte ausspricht und Alice, die Witwe seines kürzlich verstorbenen Rechtsanwaltskollegen Tim Verplanck, besucht. Schmidt verliebt sich in die schöne, 15 Jahre jüngere Frau, die erst spät von der Homosexualität ihres an AIDS verstorbenen Mannes erfahren hat. Doch obwohl sie sich in den folgenden Monaten immer wieder treffen, hält Alice Schmidt unerklärlich auf Distanz. Schließlich entdeckt er, dass sie seit längerem eine Beziehung zu dem bulgarischen Schriftsteller Serge Popov unterhält, einem Studienkollegen Schmidts, der sich gleichermaßen vor seiner Unsauberkeit wie seiner Armut geekelt hat. Obwohl Alice ihm ihre Liebe beteuert, will sie sich nicht von dem langjährigen Geliebten trennen, woraufhin Schmidt die Beziehung brüsk beendet.
Als seine Tochter Charlotte ein Kind erwartet, treten abermals Spannungen in ihrer Beziehung auf. Hinter Charlottes Forderung nach einem Fonds zur Absicherung des ungeborenen Enkels ahnt Schmidt die Geldgier ihres verhassten Ehemanns Jon und seiner manipulativen Mutter Renata Riker und erteilt ihr eine Abfuhr. Bei einem Unfall verliert Charlotte nicht nur ihr Kind, sondern bleibt nach einer Hysterektomie auch unfruchtbar. Sie wirft ihrem Vater vor, einen Fluch über sie verhängt zu haben, fällt in eine tiefe Depression und wird zur stationären Behandlung in die Psychiatrie eingeliefert. Schmidt wendet seine Zuneigung einem anderen Kind zu: dem kleinen Albert, dem Sohn seiner Ex-Geliebten Carrie, die mit ihrem Mann Jason noch immer in seinem Poolhaus lebt, während sich ihr unverwüstlicher Ex-Freund Bryan als sein Katzenpfleger verdingt. Doch eine DNA-Analyse raubt Schmidt die insgeheim gehegte Illusion, es handle sich um sein Kind.
Als sich Charlottes Zustand bessert, nähern sich Vater und Tochter einander wieder an. Nachdem sich Renatas Manipulationen gegen sie selbst gerichtet haben und ihre Ehe zerstören, begreift Charlotte, dass ihre Schwiegermutter sie stets gegen ihren Vater aufgewiegelt hat, um dessen Zurückweisung ihrer Annäherungsversuche zu rächen. Doch auch Schmidt hat sich verändert und behandelt seine Tochter endlich mit jener Rücksichtnahme und Sorgsamkeit, die er zuvor nicht hat aufbringen können. Hingegen kennt er im Scheidungsverfahren gegen Jon Riker keine Skrupel und setzt den Einfluss seines Freundes Mansour auf dessen Kanzlei ein. Mit Charlottes neuem Freund Josh White versteht sich Schmidt auf Anhieb blendend. Die Beziehung Schmidts zu seiner Tochter steuert auf ein ungeahntes harmonisches Familienidyll zu, da stirbt sie bei einem Verkehrsunfall.
Die folgenden Jahre verbringt Schmidt in Apathie. Er arbeitet weiter hart für Mansour, hält Kontakt zu Gil Blackman und schläft regelmäßig mit einer Frau, die er über eine Annonce kennengelernt hat. Doch in Wahrheit gibt es nichts, was ihm in seinem Leben noch wichtig ist. Erst als er vom Tod Popovs erfährt, wagt er es, erneut bei Alice vorstellig zu werden. Vor der Begegnung wird ihm sein Alter bewusst und wie sehr das letzte Jahrzehnt an ihm gezehrt hat. Er fühlt sich wie der verkommene Obdachlose Wilson, Carries ehemaliger Chemielehrer, den er einst vor vielen Jahren überfahren hat. Doch Alice hegt noch immer Gefühle für ihn und ist bereit, ihm zu verzeihen. Sie besucht ihn am Neujahrstag in den Hamptons. Als sie ihn fragt, ob er bereit sei, eine Beziehung nach ihren Vorstellungen zu führen, antwortet er: „Ja, ich will.“

## Interpretation
Schmidts Einsicht erzählt die Geschichte des pensionierten Rechtsanwalts Albert Schmidt aus Schmidt und Schmidts Bewährung weiter. In den deutschsprachigen Feuilletons wird der Roman überwiegend als Abschluss einer Trilogie aufgefasst, während amerikanische Rezensenten eine weitere Fortsetzung erwarten und Begleys Schmidt in eine Reihe mit John Updikes Harry „Rabbit“ Angstrom oder Richard Fords Frank Bascombe stellen. Der Roman beginnt, wo der Vorgänger Schmidts Bewährung endete: In Paris steht Schmidt vor der Tür einer Frau, unsicher ob er läuten soll. Es ist Alice Verplanck, die als neue Figur in die vertraute Besetzung tritt und damit die Handlung in Gang bringt, wie es Michael Mansour im Vorgänger getan hat.
Viele Motive, die man bereits aus Begleys früheren Werken kennt, findet Meike Feßmann in Schmidts Einsicht wieder: Judentum, Abgrenzung, die Bigotterie der Oberschicht an der amerikanischen Ostküste, doch in einem dichten Netz biblischer Motive liest sie das Buch in erster Linie als „eine Katastrophengeschichte, die auf Erlösung zusteuert“. Schmidt, Repräsentant einer „Gesellschaft, in der Reichtum an die Stelle göttlicher Allmacht getreten ist“, werde „mit alttestamentarischer Wucht von Krankheiten, Tod und Unfällen heimgesucht“ und müsse sich am Ende wie Hiob prüfen, ob er „trotz aller Schicksalsschläge ein besserer Mensch werden kann“. Sandra Kegel macht die Ursache für Schmidts Selbstprüfung in der Angst vor dem Tod aus. Am Ende seines Lebens ist er „zum ersten Mal bereit, um ein Leben zu kämpfen, das er nie hatte.“ Laut Tobias Rüther sagt Schmidt ja zu einem Leben, dessen Regeln er nicht mehr bestimmt. Claus-Ulrich Bielefeld liest den Roman als einen Prozess des Erwachsenwerdens: „Am Ende ist aus Schmidtie endlich Albert Schmidt geworden“.
Was den Roman von seinen Vorgängern unterscheidet ist für Harriet Dwinell seine wesentlich ausgeprägtere Verwurzelung in historischen Ereignissen. Schmidt erlebt den Bombenanschlag von Oklahoma 1995 und die Terroranschläge am 11. September 2001, bei denen er wie so viele verstört durch die Straßen New Yorks irrt. Der Roman umspannt die Amtszeit von drei amerikanischen Präsidenten, und er verleiht Schmidts Urteil über Bill Clintons Flitterhaftigkeit und George W. Bush Unzulänglichkeit Ausdruck, während er sich von Barack Obama Erlösung und Reinigung der Nation erhofft. Laut Meike Feßmann gehe es für Schmidt wie für sein Land „um Schuld, Scham, Reue, Umkehr und Vergebung.“ In solchen Betrachtungen wird für Tilman Urbach aus Schmidts Einsicht ein amerikanischer Gesellschaftsroman in der Tradition Updikes, eine „emotionale Geschichtsschreibung der USA“.
Eine der Stärken des Romans ist für Ron Carlson seine Offenheit: Begley käme seiner Hauptfigur so nahe wie ein Tagebuchschreiber. Alexander Theroux hält viele der Gedanken und Gefühle der Hauptfigur für Begleys eigene, auch wenn der Autor die Frage, ob seine Schmidt-Romane autobiografisch seien, stets brüsk zurückgewiesen habe. Earl Shorris sieht in Schmidt jedenfalls einen durch und durch jüdischen Charakter, der eine typisch jüdische Geschichte durchlebe. Dass Begley dies hinter der Maske eines Antisemiten verberge, hänge mit der eigenen Geschichte des Autors zusammen, der während der Zeit des Nationalsozialismus nur in einer christlichen Tarnung überleben konnte. Für Tilman Urbach bietet die Literatur eine Möglichkeit der Camouflage, jedoch sei der Roman keine „massstabsgetreue Übertragung“ der Biografie Begleys, sondern enthalte nur „Facetten der Persönlichkeit, Schlaglichter auf eigene seelische Verfasstheiten“.

## Ausgaben
- Louis Begley: Schmidt Steps Back. Alfred A. Knopf, New York 2012, ISBN 978-0-307-70065-0.
- Louis Begley: Schmidts Einsicht. Aus dem Amerikanischen von Christa Krüger. Suhrkamp, Berlin 2011, ISBN 978-3-518-42250-2.